# Zofia Radzikowska
Zofia Radzikowska, z domu Melcer (ur. 4 listopada 1935 w Krakowie) – polska prawniczka, działaczka samorządowa i opozycyjna w PRL.

## Życiorys
Urodziła się w Krakowie w rodzinie żydowskiej, jako córka Izaaka Melcera i Sary z domu Orbach. Okres okupacji niemieckiej przetrwała wraz z matką ukrywając się pod fałszywym nazwiskiem w podkrakowskich wsiach.
W latach 1980–1992 była członkiem NSZZ „Solidarność”. Uczestniczka prac Centrum Obywatelskich Inicjatyw Ustawodawczych Solidarności. W stanie wojennym wydawała podziemne pismo „Głos Wolny – Wolność Ubezpieczający”. Jest doktorem prawa. Specjalizuje się w prawie karnym materialnym i skarbowym. Przez ponad 30 lat pracowała w Katedrze Prawa Karnego Wydziału Prawa i Administracji Uniwersytetu Jagiellońskiego, gdzie wykładała prawo karne i logikę. Brała udział w pracach komisji ds. reformy prawa karnego skarbowego, których efektem stał się obecny Kodeks Karny Skarbowy. Jest również współautorką komentarza do owej ustawy.
W latach 1994–2002 przez dwie kadencje pełniła funkcję radnej Miasta Krakowa. Pracowała w komisjach kultury, edukacji i zdrowia, była rzecznikiem dyscyplinarnym klubu radnych. Wcześniej również pracowała w magistracie: była Rzecznikiem Spraw Obywatelskich, kierowała Wydziałem, a następnie referatem Skarg i Wniosków. Do grudnia 2009 była członkiem zarządu Gminy Wyznaniowej Żydowskiej w Krakowie, działa w krakowskim oddziale Stowarzyszenia Dzieci Holocaustu. Była członkiem Ruchu Obywatelskiego Akcja Demokratyczna, Unii Demokratycznej, Unii Wolności, a obecnie jest członkiem Partii Demokratycznej – demokraci.pl. Jest członkiem założycielem B’nai B’rith Polska, reaktywowanego w 2007.

## Wybrane publikacje
- 1990: Z historii walki o wolność słowa w Polsce : (cenzura w PRL w latach 1981–1987)
- 1986: Założenia systemu wymiaru kary w polskim prawie karno-skarbowym